# Spiktjärnen, Härjedalen
Spiktjärnen är en sjö i Härjedalens kommun i Härjedalen och ingår i Ljusnans huvudavrinningsområde. Sjön har en area på 0,0547 kvadratkilometer och ligger 544,4 meter över havet.

## Delavrinningsområde
Spiktjärnen ingår i det delavrinningsområde (687238-142303) som SMHI kallar för Mynnar i 687652-142994. Medelhöjden är 583 meter över havet och ytan är 7,79 kvadratkilometer. Det finns inga avrinningsområden uppströms utan avrinningsområdet är högsta punkten. Vattendraget som avvattnar avrinningsområdet har biflödesordning 4, vilket innebär att vattnet flödar genom totalt 4 vattendrag innan det når havet efter 250 kilometer. Avrinningsområdet består mestadels av skog (60 procent) och sankmarker (37 procent). Avrinningsområdet har 0,05 kvadratkilometer vattenytor vilket ger det en sjöprocent på 0,7 procent.